# 思南県
思南県（しなん-けん）は中華人民共和国貴州省銅仁市に位置する県。武陵山の山腹、梵浄山の西に位置する。県人民政府は思唐街道にある。

## 行政区画
下部に3街道、17鎮、8民族郷を管轄する。
- 街道
  - 思唐街道、関中壩街道、双塘街道
- 鎮
  - 塘頭鎮、許家壩鎮、大壩場鎮、文家店鎮、鸚鵡渓鎮、合朋渓鎮、張家寨鎮、孫家壩鎮、青杠坡鎮、甕渓鎮、涼水井鎮、邵家橋鎮、大河壩鎮、亭子壩鎮、香壩鎮、長壩鎮、板橋鎮
- 民族郷
  - 胡家湾ミャオ族トゥチャ族郷、楊家坳ミャオ族トゥチャ族郷、思林トゥチャ族ミャオ族郷、寛坪トゥチャ族ミャオ族郷、楓芸（ふううん）トゥチャ族ミャオ族郷、三道水トゥチャ族ミャオ族郷、天橋トゥチャ族ミャオ族郷、興隆トゥチャ族ミャオ族郷

## 交通

### 道路
- 高速道路
  - 杭瑞高速道路
  - S25 沿榕高速道路